# Maria Lucimar Pereira
Maria Lucimar Pereira, de son nom autochtone : Parã Banu Bake Huni Kui, prétendument née le 3 septembre 1890 dans l'Amazonie brésilienne (date contestée, décédée le 21 mai 2022 à Feijó, dans l'État d'Acre, au Brésil, était une légende vivante brésilienne de longévité, considérée comme la « personne la plus âgée du monde » sans avoir pu attester la véracité de son âge auprès du Livre Guinness des records comme du Groupe de recherche en gérontologie.

## Biographie
Maria Lucimar Pereira serait née dans une plantation d'hévéas de l'ouest de l'Amazonie brésilienne, près de la frontière avec le Pérou. Elle était membre de la tribu Kaxinawa, un peuple autochtone du Brésil et du Pérou. Elle attribuait sa prétendue longévité à sa consommation d'aliments « naturels », tels que la viande grillée, la viande de singe, le poisson, le manioc (un légume-racine) et la bouillie de banane.
Elle vivait à Aldeia Boca do Grota, dans la plantation d'hévéas de Curralinho, dans l'État d'Acre.
Maria Lucimar Pereira est décédée à Feijó, dans l'État d'Acre, au Brésil, le 21 mai 2022, à l'âge revendiqué de 131 ans et 260 jours.

## Controverse sur son âge
L'équipe de l'Institut national de sécurité sociale du Brésil a constaté que Pereira possédait un acte de naissance indiquant 1890. Cependant, ce certificat n'a été approuvé qu'en 1985, à un âge avancé. Les affirmations exagérées sur la longévité sont peut-être courantes dans le village de Pereira, étant donné que quatre de ses 80 habitants prétendent avoir plus de 90 ans.